# Fahrzeug- und Motoren-Werke

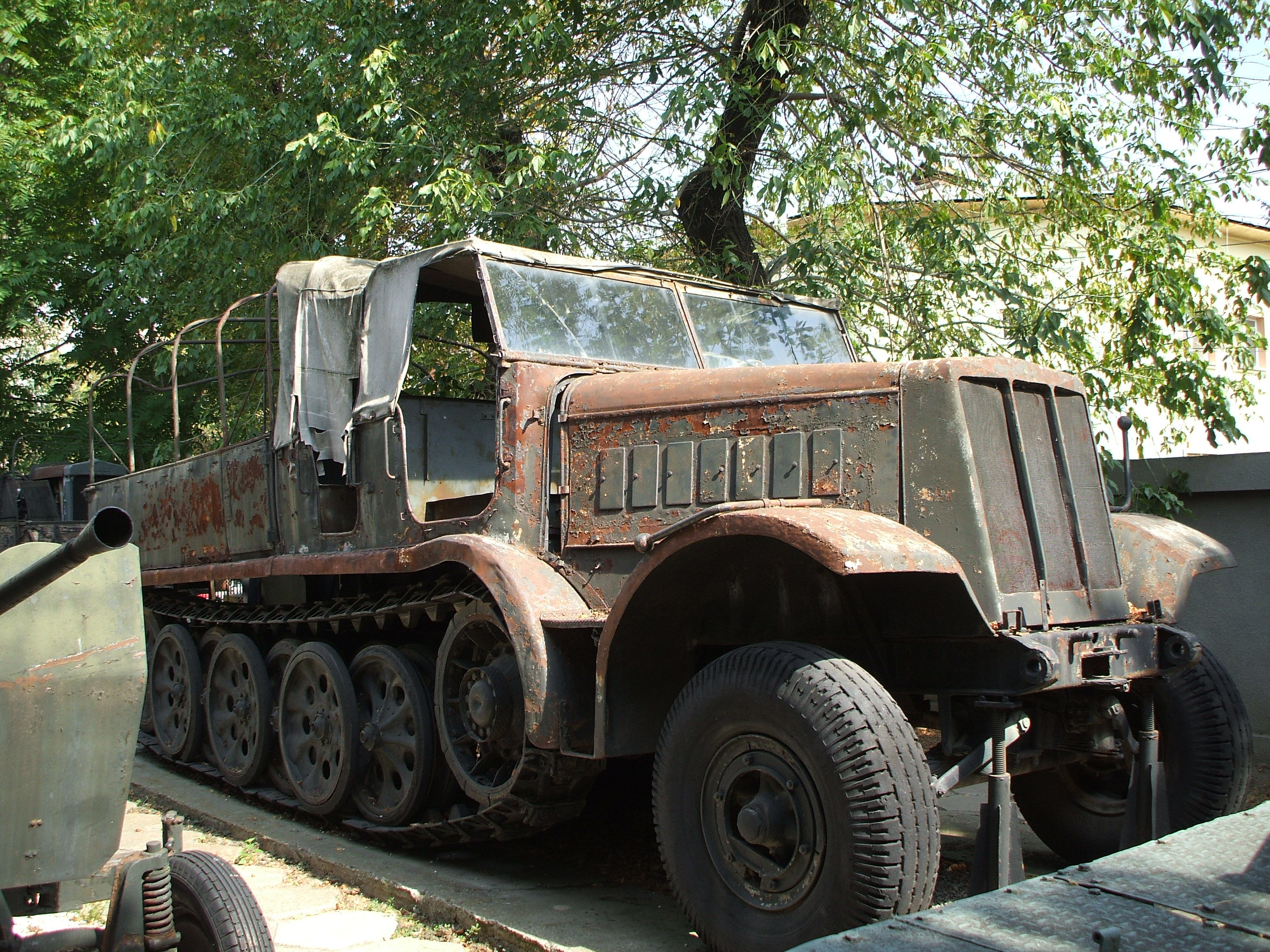
Sd.Kfz. 9 vom Typ Famo F3 Baujahr 1944 im Militärmuseum Bukarest (2009)

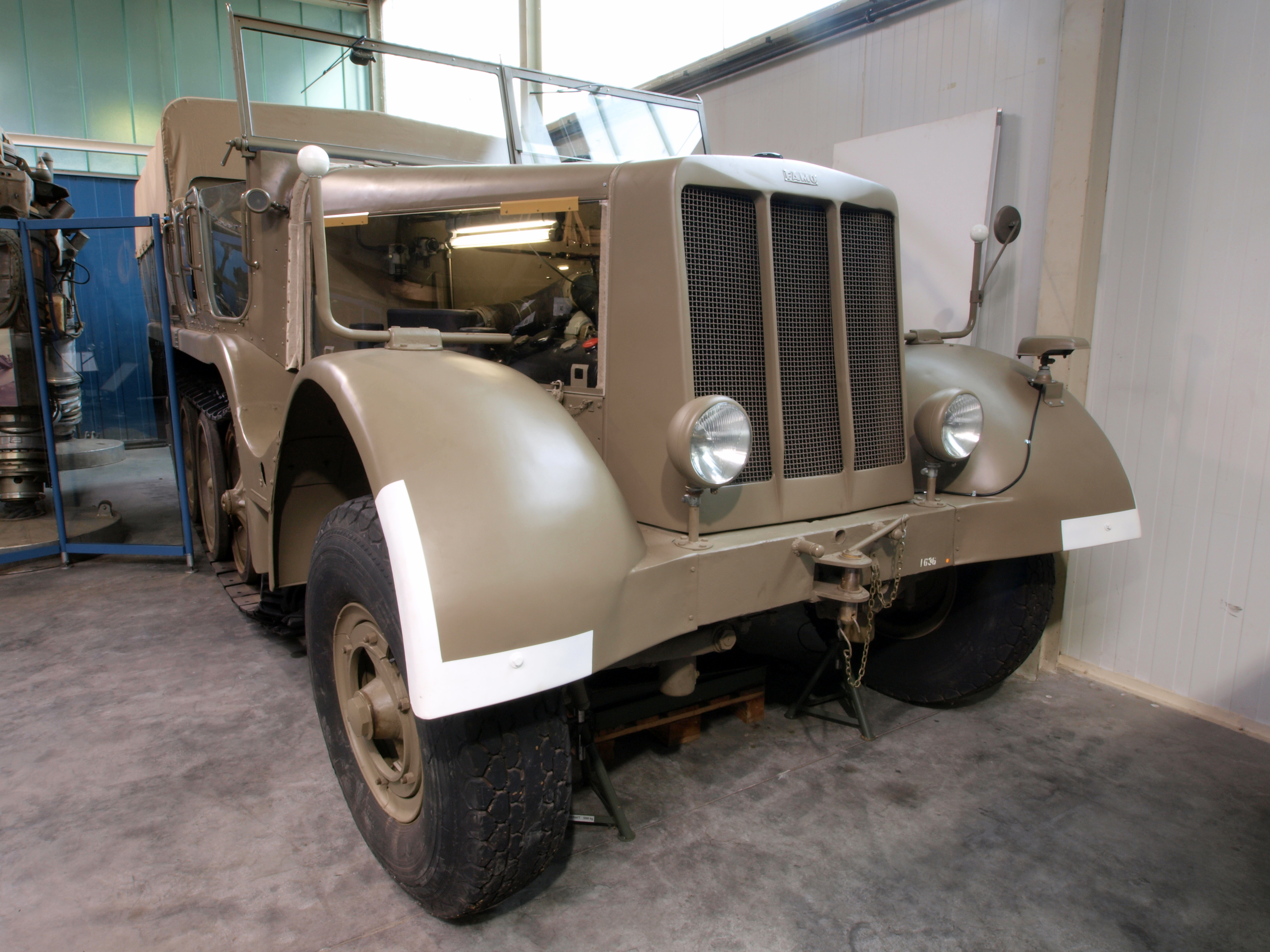
Sd.Kfz. 9 vom Typ Famo F3 (Wehrtechnische Studiensammlung Koblenz)

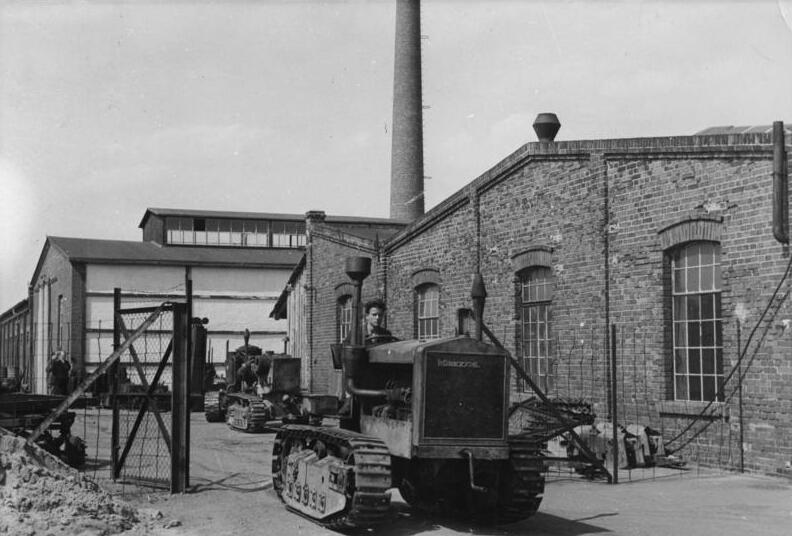
Der Famo-Dieselraupenschlepper „Rübezahl“ im Traktorenwerk Schönebeck im Jahr 1948

Als Fahrzeug- und Motoren-Werke GmbH (Famo) wurde die Straßenfahrzeug-Fertigung des Junkers-Konzerns in Breslau bezeichnet. Im Jahr 1935 hatte dieser den Sektor von den Linke-Hofmann-Busch-Werken (LHB) übernommen. Das Unternehmen bestand in dieser Form von 1935 bis 1945.

## Firmengeschichte

### 1935 bis 1939
Zusammen mit der Schlepperbau-Sparte wurde das bislang zum Lokomotivbau genutzte Firmengelände von LHB übernommen, die LHB nutzte für den weiterhin von ihr betriebenen Eisenbahnwaggonbau andere Flurstücke. Betriebsdirektor wurde Georg Rubin, Generaldirektor und Vorstandsvorsitzender war ab 1937 Dr.-Ing. Oswald Putze (1900–1984).
Die Firma Linke-Hoffmann-Busch hatte 1925 ihre Produktpalette um Raupenschlepper erweitert und sich neben Hanomag zum bedeutendsten Raupenschlepper-Produzenten in Deutschland entwickelt. Famo setzte diese Produktion fort, ergänzte sie aber ab 1936 um Radschlepper, die sowohl als Straßenzugmaschinen als auch ab 1938 als landwirtschaftliche Traktoren liefen. Besonders bekannt geworden ist Famo durch die Entwicklung und Produktion der 18to-Halbketten-Zugmaschine für die Wehrmacht. Weniger bekannt ist, dass gleichwohl bis einschließlich 1944 bei Famo jährlich mehr Schlepper für zivile als solche für militärische Verwendung gebaut wurden.

### Famo im Zweiten Weltkrieg
Nach Beendigung des Polen-Feldzuges wurden die Ursus-Werke in Warschau, einer der größten polnischen Kraftfahrzeug- und Rüstungsproduzenten, der Kontrolle der Famo-Werke unterstellt. Bis Mitte 1944 wurde ein Teil der Produktion von Famo daher in Warschau abgewickelt, dann zwang die militärische Lage zur Aufgabe dieses Standortes. Ende Dezember 1944 kam auch für den Standort Breslau der Befehl, die Produktion in weiter westlich gelegene Gebiete – nach Schönebeck südlich Magdeburg – zu verlagern. In 150 Güterzügen erfolgte im Januar 1945 der Abtransport von Maschinen, Zeichnungen und Fachkräften.
Während der ab Februar bis Anfang Mai 1945 folgenden Schlacht um Breslau wurden die Fabrikhallen nahezu restlos zerstört, der Betriebsdirektor Georg Rubin in einem Keller des Werkes von den Russen am 5. Mai 1945 zu Tode gefoltert. Die verbliebenen Arbeiter wurden von den Russen in den nahezu unbeschädigten LHB-Werken zur Waggonreparatur eingesetzt, bis sie in der Folgezeit vertrieben wurden. Auf dem Gelände der Famo errichteten die Polen ab 1947 die Elektromaschinenfabrik Dolmel, die sich auf den Bau von großen Elektromaschinen spezialisiert hat.

### Neubeginn in der Sowjetzone
Zur Wiederaufnahme der Produktion in Schönebeck kam es nicht, die Maschinen wurden im Rahmen der Demontage durch die Siegermächte 1946 alle in die Sowjetunion abtransportiert. Zurück blieben Konstruktionszeichnungen und Fachpersonal, vielleicht auch das eine oder andere Ersatzteil. Da aber auch in der Sowjetzone dringend Traktoren gebraucht wurden, beschloss das Politbüro der SED am 17. Februar 1949, im ehemaligen Horch-Werk in Zwickau eine Traktoren-Produktion einzurichten (in Schönebeck fehlten noch jegliche Kapazitäten) und dort unter Verwendung der vorhandenen Konstruktionszeichnungen den Bau des Famo Ackerrad XL wieder aufzunehmen. Dieser Beschluss scheint in der bisherigen Luxuswagen-Schmiede wenig Begeisterung ausgelöst zu haben: „Die Empörung über so eine Zumutung kannte keine Grenzen. Tage harter Diskussion und Überzeugungsarbeit mußten geleistet werden…“ Das Fahrzeug erhielt die Bezeichnung RS01/40 (Radschlepper, 1. Modell, 40 PS) und den Suggestivnamen „Pionier“. Immerhin wurde bereits im Mai 1949 der erste Traktor fertiggestellt, bis Jahresende waren es weitere 100, und 1950 folgten noch 2.150 Traktoren. Dann wurde im IV. Quartal 1950 die Produktion in die ehemaligen Werke von Orenstein & Koppel in Nordhausen verlegt, dort wurden bis 1956 weitere rund 20.000 Traktoren dieses Modells gebaut.
Auch der Kettenschlepper „Rübezahl“ feierte seine Wiederauferstehung: In den ehemaligen Brennabor-Werken, jetzt Brandenburger Traktorenwerke genannt, entstanden unter dem Namen „KS 7/60“ (Kettenschlepper Modell 7, 60 PS) 5665 Stück von 1952 bis 1956.

### Neubeginn in Westdeutschland
In Westdeutschland ging es zunächst darum, die Ersatzteilbeschaffung für die noch zahlreich vorhandenen Famo-Schlepper sicherzustellen. Schließlich nahm 1951 die Firma Rathgeber in München die Fertigung des Famo Boxer wieder auf, jetzt mit wassergekühltem 55-PS-Kämper-Motor, ab 1957 auch mit 52-PS-MWM-Motor. Bis 1958 entstanden maximal 600 Exemplare. Die Neufertigung von Rübezahl-Raupen kündigte Rathgeber zwar mehrmals an, kam jedoch nie zustande.

## Raupenschlepper

### Rübezahl

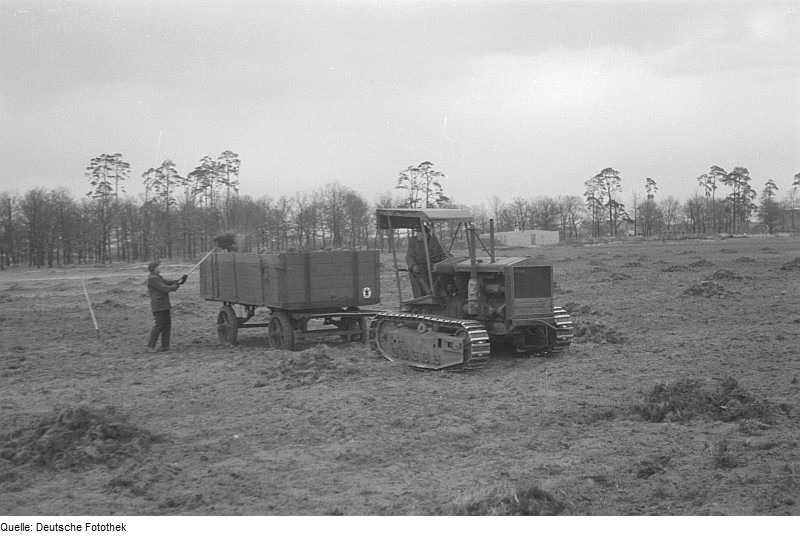
Famo Rübezahl im Einsatz, ca. 1946

Der Famo Rübezahl war eine Entwicklung der Linke-Hoffmann-Busch-Werke. Benannt nach dem schlesischen Berggeist Rübezahl, war der Schlepper seit 1929 in Produktion, war bei LHB der Haupttyp und blieb es bei Famo. Ab 1942 wurde er mit Holzgas-Generator geliefert. Bis zur Produktionseinstellung im Dezember 1944 dürften zwischen 3000 und 3500 Rübezahl-Raupenschlepper in Breslau hergestellt worden sein.
Die Produktion des Rübezahl wurde nach 1945 im VEB Traktorenwerk Brandenburg fortgeführt, dort entstanden 1952 bis 1956 weitere 5665 Exemplare.

### Boxer

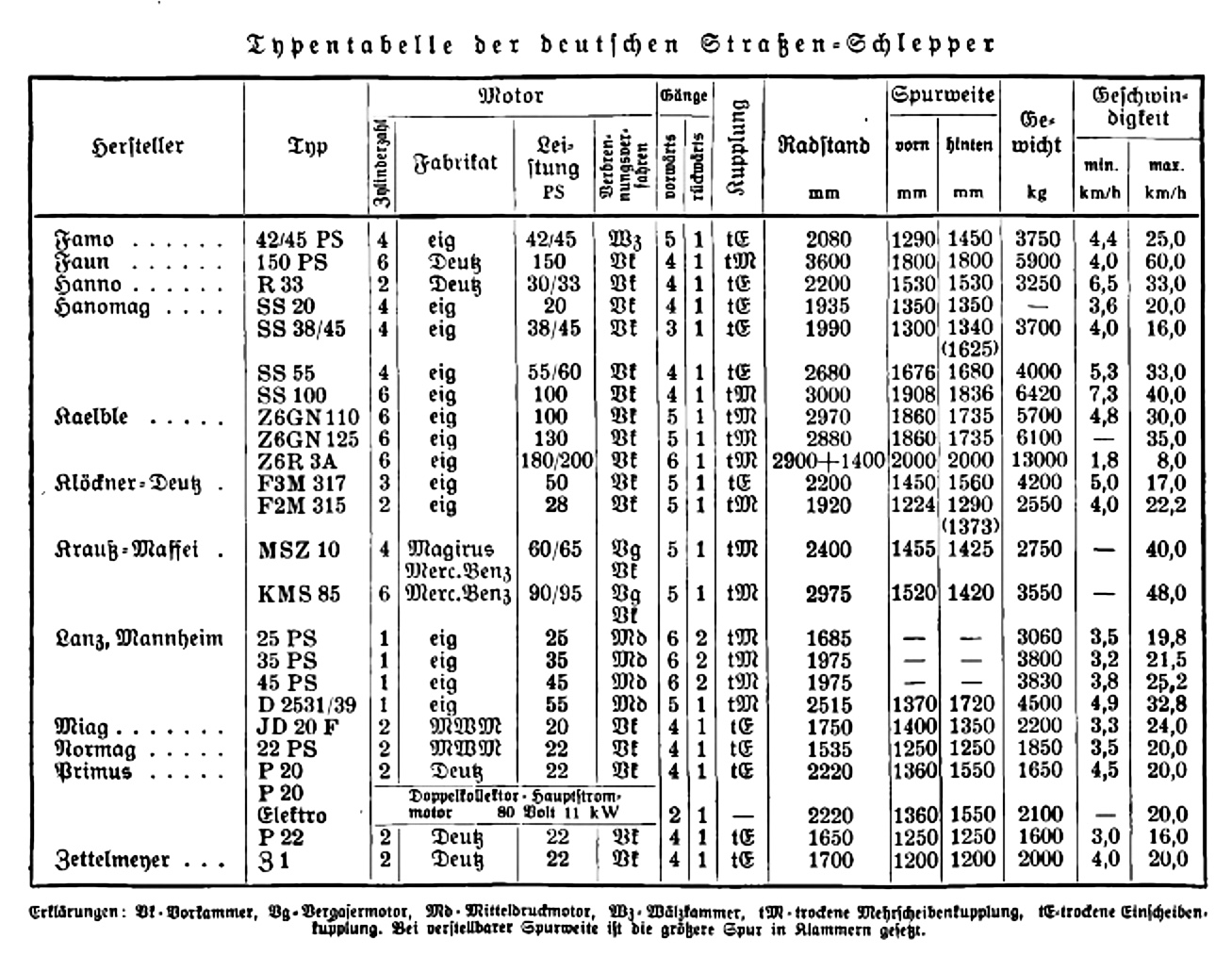
Technische Daten Famo Boxer 1941

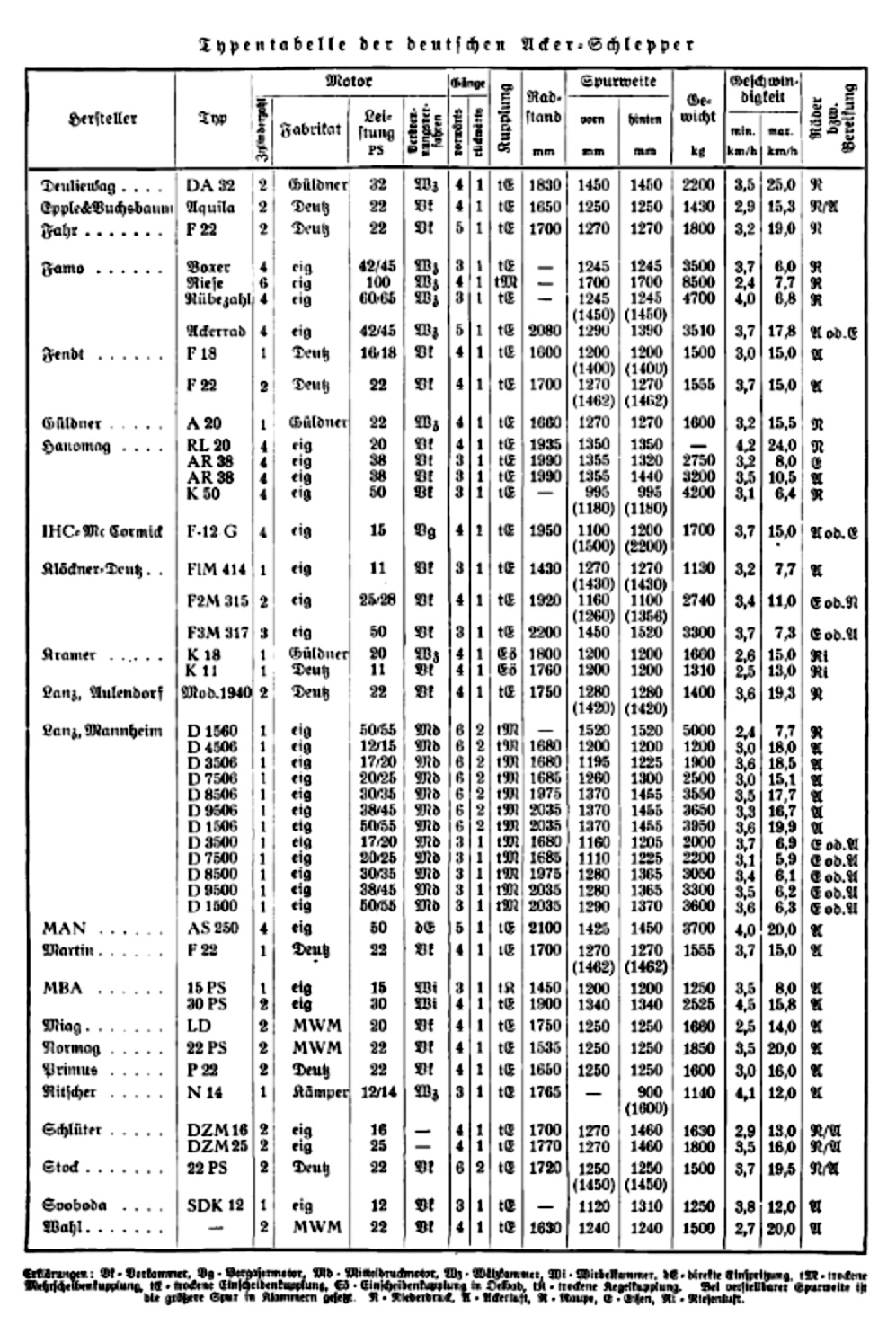
Technische Daten Rübezahl und Riese 1941

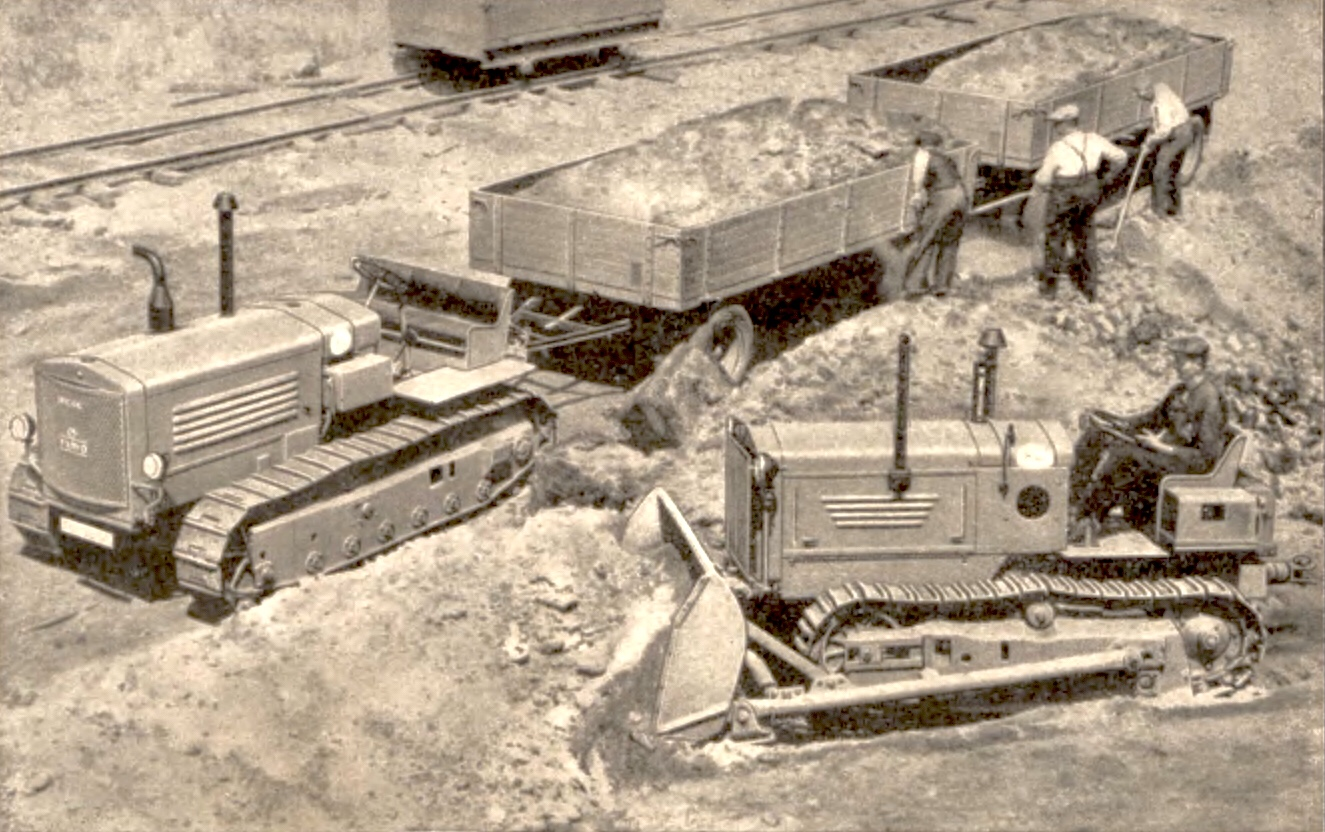
Famo Boxer als Strassenschlepper und als Planierraupe um 1941

Der Famo Boxer war – wie der Rübezahl- eine Entwicklung der Linke-Hoffmann-Busch-Werke und seit 1933 in Produktion. Seine Konkurrenten waren die Hanomag-Raupe K 50 und der Raupen-Bulldog HR 7 von Lanz. 1936 wurde die Raupe auch kurzzeitig mit einem 55-PS-Demag-Vierzylinder-Motor (110 × 160 mm Bohrung × Hub) angeboten, ab 1942 gab es eine Holzgasvariante mit einer auf 110 mm vergrößerten Bohrung.
Der Bau wurde erst mit Verlegung der Produktionsanlagen nach Schönebeck im Januar 1945 eingestellt. Es dürften etwas über 2000 Raupen dieses Typs von 1933 bis Ende 1944 gebaut worden sein.

### Riese
1939 erschien -als schwerer Raupenschlepper, vor allem auch für den Straßenbau (Planierraupe) verwendet- der Famo „Riese“. Er war eine Konkurrenzentwicklung zur Kaelble Kettenzugmaschine PR 125. Er war erkennbar an den sechs Lauf- und zwei Stützrollen des Laufwerks und einer langen Motorhaube mit 5 parallel übereinander laufenden Lüftungsschlitzen, am Kühlergitter mit der Aufschrift „Riese“. Seine Laufrollenkästen waren mit dem Triebwerk fest verbunden, die Laufrollen gefedert, die vorderen Leiträder durch Schwingarme geführt. Das Getriebe hatte 4 Gänge, als Sonderausstattung waren Zapfwelle, Riemenscheibe, Seilwinde und Fahrerkabine lieferbar. Infolge des Kriegsausbruches entstanden nur wenige Stücke dieser ursprünglich vor allem für den Export gedachten Raupe.

### Sd.Kfz.9
Es war klar, dass Famo als größter Raupenschlepperproduzent im Deutschen Reich auch mit entsprechenden Rüstungsaufträgen bedacht wurde. Famo oblag die Entwicklung der 18to-Halbketten-Zugmaschine, die als SdKfz.9 bei der Wehrmacht lief. Hiervon entstanden ab 1938 bis einschließlich Februar 1945 bei Famo ausweislich der im Bundesarchiv überlieferten Produktionsstatistiken 2.333 Stück, weitere 418 Stück bei VOMAG. Im Übrigen siehe hierzu den eigenen Artikel zum Sd.Kfz. 9.

## Radschlepper

### Famo XS, XL, LV

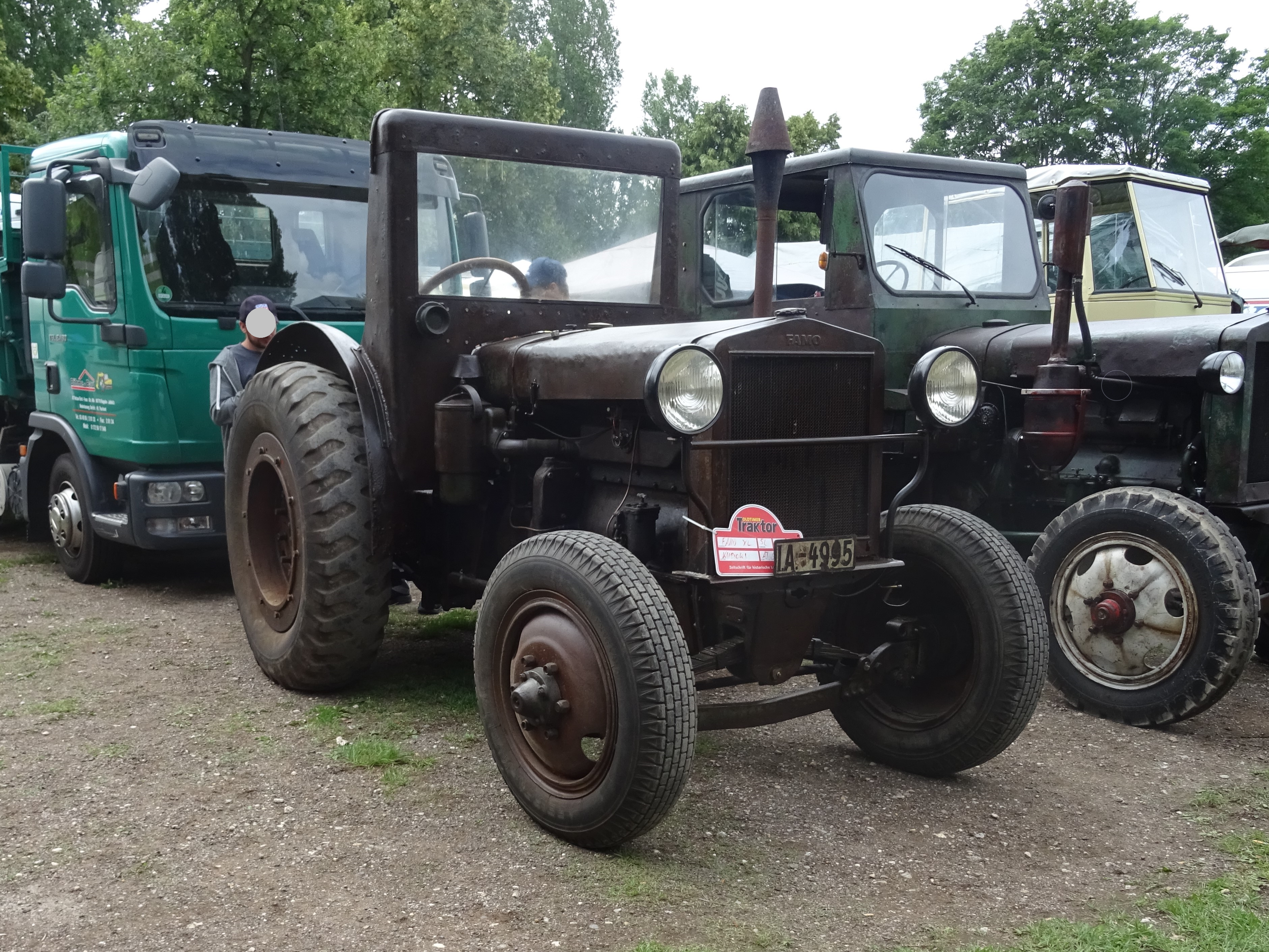
Famo Radschlepper XL, 2017 in Markkleeberg

Mit dem Motor des Famo Boxer wurde noch von LHB im Jahr 1935 ein Straßenschlepper entwickelt, der die Bezeichnung LV erhielt. Er hatte ein Vierganggetriebe und Benzinanlaßanlage. Die Vorderachse war als Pendelachse konstruiert. Auf Wunsch gab es eine geschlossene zweisitzige Fahrerkabine, elektrischen Anlasser und Seilwinde. Er ging als Famo XS oder auch XL 1936 in Serie und wurde bis 1942 gebaut. Anhand der bis 1940 nachgewiesenen Fahrgestellnummern kann auf eine Stückzahl von ca. 400 bis 500 Exemplaren geschlossen werden.
Ab 1938 gab es dieses Fahrzeug mit der Bezeichnung "Ackerrad XL" auch als Ackerschlepper, wahlweise mit Eisen- oder Luftbereifung. Der Ackerschlepper wurde bis 1942 gebaut, im letzten Jahr (1942) mit Holzgasgenerator und aufgebohrtem Motor (wie beim Boxer, s. o.), um bei dem schlechteren Treibstoff die gleiche Leistung zu erbringen. Es dürften angesichts der überlieferten Stückzahlen maximal 1500 Exemplare der Ackerschlepper-Variante entstanden sein. Dieser Schlepper feierte nach dem Krieg seine Wiederauferstehung, als er unter dem Namen RS01"Pionier" bei den Horch-Werken in Zwickau, später bei den ehemaligen O&K-Werken in Nordhausen bis 1959 gebaut wurde.

### Famo FE 540
1937 wurden drei Prototypen einer Zugmaschine (als Sattel- und Straßenschlepper) vorgestellt, die mit einem Junkers-Vierzylinder-Zweitakt-Gegenkolben-Dieselmotor ausgestattet war. In den Jahren 1938 bis 1939 entstanden ausweislich der vergebenen Chassisnummern 19 weitere Exemplare, danach dürfte infolge Kriegsausbruchs und/oder Schell-Plans die Produktion dieses Fahrzeugs aufgegeben worden sein. Nachdem Famo zum Junkers-Konzern gehörte, war es nur zu natürlich, dass man versuchte, mit diesem Motor, der eine Spezialität des Hauses Junkers war, auch eigene Kraftfahrzeuge auszustatten. Der Zweitakt-Diesel hatte zwar eine relativ hohe Literleistung, indessen eignete er sich wenig für den Straßen- und insbesondere den Schwerlastverkehr.

## Lastkraftwagen
1938 versuchte man auch den Einstieg ins LKW-Geschäft. Einen Fünftonner, wie noch 1989 behauptet, hat es nie gegeben. Es gibt Skizzen eines 6,5-Tonner-LKw: Fahrerhaus und Antriebstechnik übernahm man offenbar vom Typ FE 540 und verlängerte lediglich das Fahrgestell (bei Hanomag gab es ähnliche Entwicklungen). Ob der Typ je das Reißbrett verließ, bleibt offen. In den Zulassungsstatistiken der Jahre 1938–40 taucht kein FAMO LKW auf. Wenn überhaupt, so wird hier allenfalls der eine oder andere Prototyp entstanden sein.

## Technische Daten
Die oben genannten Fahrzeugtypen hatten folgende technischen Daten:
| Typ           | Fahrgest. | Bauj.   | Gew.(kg) | Motor       | Zylinder | Bo/Hub   | cm³   | PS/min     |
| ------------- | --------- | ------- | -------- | ----------- | -------- | -------- | ----- | ---------- |
| Boxer         | Raupe     | 1935–44 | 3500     | Famo        | 4        | 105/145  | 5022  | 42–45/1250 |
| Boxer         | Raupe     | 1936    |          | DEMAG       | 4        | 110/160  | 6110  | 50–55/1200 |
| Boxer         | Raupe     | 1942–44 | 4100     | Famo Holzg. | 4        | 110/145  | 5509  | 35–40/1250 |
| Rübezahl      | Raupe     | 1935–44 | 4700     | Famo        | 4        | 125/175  | 8586  | 60–65/1150 |
| Rübezahl      | Raupe     | 1942–44 | 5500     | Famo Holzg. | 4        | 125/175  | 8586  | 60–65/1150 |
| Riese         | Raupe     | 1939–41 | 8500     | Famo        | 6        | 120/180  | 12208 | 100/1250   |
| Ackerrad (XL) | Rad       | 1938–42 | 3150     | Famo        | 4        | 105/145  | 5022  | 42/1250    |
| Ackerrad (XS) | Rad       | 1942    | 3860     | Famo Holzg. | 4        | 110/145  | 5509  | 40/1250    |
| LV            | Rad       | 1936–41 | 3600     | Famo        | 4        | 105/145  | 5022  | 45/1250    |
| FE 540        | Rad       | 1937–39 |          | Junkers     | 4        | 2×85/240 | 5440  | 125        |
| LKW 6,5to     | Rad       | 1938    |          | Junkers     | 4        | 2×85/240 | 5440  | 125        |